# محاصره قلعه اوتا
محاصره قلعه اوتا (به ژاپنی: 太田城の戦い Ōta Jō no Tatakai) یکی از سری حملات انجام شده توسط تویوتومی هیده‌یوشی در برابر ایکو-ایکی یا افراطیون مذهبی بودایی، در اواخر دوره سنگوکو در ژاپن بود.